# Vavaea papuana
Vavaea papuana är en tvåhjärtbladig växtart som beskrevs av Frederick Manson Bailey. Vavaea papuana ingår i släktet Vavaea och familjen Meliaceae. Inga underarter finns listade i Catalogue of Life.